# عبارت‌های دعایی در اسلام

عبارت «عَلَیهِ‌السَّلام» که یک عبارت به زبان عربی است و «درود بر او باد» معنی می‌دهد.

مسلمانان معمولاً هنگام ذکر نام خداوند و پیامبران و امامان، در گفتار و نوشتار، عبارات دعایی پیش یا پس از نام آنها به کار می‌برند.

## در تشهد نماز
مسلمانان در تشهد نماز بر پیامبر اسلام و خاندان او صلوات می‌فرستند.
اهل سنت «صلوات ابراهیمی» می‌فرستند که عبارتست از:
«اللّهمّ صلّی علیٰ محمّد و علیٰ آل محمّدِ کما صلّیتَ علیٰ ابراهیم و علیٰ آلِ ابراهیم، انّک حمیدٌ مجید. اللّهمّ بارِک علیٰ محمّد و علیٰ آل محمّدِ کما بارَکتَ علیٰ ابراهیم و علیٰ آلِ ابراهیم، انّک حمیدٌ مجید»
که معنای آن چنین است: خداوندا بر محمد و بر خاندان محمد درود و رحمت فرست، همانگونه که بر ابراهیم و بر خاندان ابراهیم درود فرستادی؛ که تو ستوده و بزرگواری. خدایا محمد و خاندان محمد را برکت بخش، همانگونه که ابراهیم و خاندان ابراهیم را برکت دادی؛ که تو ستوده و بزرگواری.
هر چند برای شیعیان هم مستحب است که صلوات بفرستند، ولی صرفاً ذکر «اللهم صلّی علیٰ محمّد و آلِ محمد»(به معنی:خداوندا بر محمد و خاندان محمد درود بفرست)برای آنها کفایت می‌کند.این، عبارتی دعایی برای پیامبر و خاندان اوست.همچنین در شیعه به آن صلوات محمدی پسند میگویند. 

## هنگام ذکر نام
القاب احترام‌آمیز بیان شده هنگام ذکر نام اشخاص، به دو نوع پیشوند و پسوندی تقسیم می‌شوند: القابی که پیش از ذکر نام شخص بیان می‌شوند، و القابی که پس از ذکر نام او بیان می‌گردند.

### عبارات پیشوندی
حضرت؛ مانند «حضرت محمد»، «حضرت امام علی»، «حضرت فاطمه» و «حضرت عباس».
کلمه «حضرت» به معنای «درگاه، آستانه، پیشگاه» است. در لغت‌نامه دهخدا آمده‌است: لقب تعظیم و بزرگداشت است در آغاز بجای جناب به معنی درگاه بکار رفته. در خطاب کتبی و شفاهی در مقام ادب، گوینده خود را با این کلمه چنان نشان می‌دهد که کوچکتر از آن است که با مخاطب گفتگو کند بلکه به آستان درگاه وی خطاب می‌کند.

### عبارت پسوندی

#### در مورد خداوند
برای خداوند از عبارات دعایی زیر استفاده می‌شود:
- سبحانه و تعالی: که پاک و والاست
- تبارک و تعالی: که پربرکت و برتر است
- تبارک اسمه: که نامش فرخنده‌است[۲]
- تعالی شأنه: که شأنش فراتر است
- تعالی جدّه: که مقامش بلند است[۳]
- تعالی ذکره: یادش بلند است
- کَرُم وجهه: ذاتش ارجمند و کرامند است
- جلّ وجهه: ذاتش بزرگ است
- عزّ و جلّ (جلّ و عزّ): که سربلند و شکوهمند است
- جلّ و علا: که جلیل و عالی است
- جلّ ثناؤه: که ثنایش بلند است
- جلّ جلاله: که شکوهش کبریایی و پرعظمت است
- عمّ نواله: که عطا و بخشش او بسیار است

#### در مورد پیامبر اسلام
در مورد پیامبر، از عبارات دعایی زیر استفاده می‌گردد:
- صلوات الله علیه و آله: صلوات و رحمت خدا بر او و خاندانش باد
- صلوات الله و سلامه علیه و آله: رحمت و درود خداوند بر او و خاندانش باد[۴]
- صلّی الله علیه و آله و سلم: که خداوند بر او و خاندانش رحمت و درود فرستد
- علیه و آله السّلام: که بر او و خاندانش سلام و درود باد

#### در مورد سایر پیامبران
در مورد دیگر پیامبران، عبارت «علیه السّلام: که بر او درود باد»، و گاه عبارت «علیٰ نبیّنا و آله و علیه السّلام: که بر پیامبرمان و خاندانش و بر او (پیامبر مورد ذکر) سلام باد» به کار می‌رود.

#### در مورد ائمه معصوم
در مورد امامان دوازده‌گانه شیعه، از عبارت «علیه السّلام: بر او درود»، «علیه الصّلاة و السّلام: بر او رحمت و درود» یا «سلام الله علیه: درود خدا بر او»، و در مورد فاطمه زهرا از عبارت «علیها السّلام» یا «علیها سلام» یا «سلام الله علیها» استفاده می‌شود.

#### برخی ازدعاها درقرآن
درقرآن کریم دعاهایی اززبان خداوندیاپیامبران وافرادمومن بیان شد است که بهترین وسیله ارتباط باخداوند است ذیلامواردی ازان آمده است:
۱-اهدناالصراط المستقیم۵حمد
۲-ربناعلیک توکلناوالیک انبنا…۵ممتحنه
۳-ربنالاتجعلنافتنه للذین کفرواواغفرلنا..۶ممتحنه
۴-رب هب لی حکما…۸۴شعرا
۵-رب اغفروارحم وانت خیرالراحمین ۱۱۸مومنون
۶-رب اجعلنی مدخل صدق و…
۷-ربنالاتزغ قلوبنابعدان هدیتنا…۸ال عمران
۸-... سبحانک فقناعذاب النار… ۱۹۱ال عمران
۹-رب اجعل هذابلداامنا..
۱۰-امن یجیب المضطر اذادعاه و…۶۳نحل
۱۱-وان یکادالذین کفروا…۵۱قلم
۱۲-وذاالنون اذذهب مغاضبا…۸۸انبیا-۶۰انعام
۱۳رب اغفرلی ولوالدی وارحمهما…۲۶اسرا
۱۴-رب اجعلنی مقیم الصلاه..۴۰ابراهیم
۱۵-اللهم ربناانزل علینامائده من السما…۱۱۴مائده
۱۶-ربناآفرغ علیناصبرا…۲۵۰بقره
۱۷-رب لاتذرنی فرداو…۸۹انبیا
۱۸-ربناهب لنامن ازواجناوذریتناقره اعین ..۷۴فرقان